# Eastern Sporting Union
L'Eastern Sporting Union è una società calcistica indiana femminile con sede nella città di Imphal. Milita nell'Indian Women's League.

## Allenatori e presidenti
- ?-attuale  Oinam Bembem Devi

## Organico

### Rosa
| N. |                  | Ruolo | Calciatore                 |
| -- | ---------------- | ----- | -------------------------- |
| 1  | India (bandiera) | P     | Elangbam Panthoi Chanu     |
| 2  | India (bandiera) | D     | Gurumayum Radharani Devi   |
| 3  | India (bandiera) | C     | Manisha Panna              |
| 4  | India (bandiera) | D     | Nganbam Sweety Devi        |
| 5  | India (bandiera) | D     | Thokchom Umapati Devi      |
| 6  | India (bandiera) | A     | Wayenbam Ranjibala Devi    |
| 7  | India (bandiera) | C     | Yumlembam Premi Devi       |
| 8  | India (bandiera) | A     | Moirangthem Mandakini Devi |
| 9  | India (bandiera) | C     | Yumnam Kamala Devi         |
| 10 | India (bandiera) | A     | Irom Prameshwori Devi      |
| 11 | India (bandiera) | A     | Kashmina                   |
| 15 | India (bandiera) | A     | Asem Roja Devi             |

| N. |                  | Ruolo | Calciatore               |
| -- | ---------------- | ----- | ------------------------ |
| 17 | India (bandiera) | A     | Salam Rinaroy Devi       |
| 15 | India (bandiera) | A     | Jyoshna Kishan           |
| 22 | India (bandiera) | P     | Mayangmayum Devi         |
| 25 | India (bandiera) | D     | Maharanbam Thahenbi Devi |
|    | India (bandiera) | P     | Monika Devi              |
|    | India (bandiera) | D     | Anjali Barua             |
|    | India (bandiera) | D     | M Achoubi Devi           |
|    | India (bandiera) |       | Sultana                  |
|    | India (bandiera) |       | Pinku                    |
|    | India (bandiera) |       | S Pramodini Devi         |
|    | India (bandiera) |       | Lomching                 |

### Allenatori vincitori di titoli
I seguenti allenatori hanno vinto almeno un trofeo quando erano alla guida del club indiano:
| Trofei | Nome              | Stagione  |
| ------ | ----------------- | --------- |
| 1      | Oinam Bembem Devi | 2016-2017 |

## Palmarès

### Competizioni nazionali
- Indian Women's League: 1

2016-2017